# Hermann Karl Weinert
Hermann Karl Weinert (* 6. März 1909 in Dortmund; † 24. März 1974 in Lippoldsberg) war ein deutscher Romanist.

## Leben und Werk
Weinert promovierte in Hamburg als Schüler von Walther Küchler mit Dichtung aus dem Glauben. Ein Beitrag zur Problematik des literarischen Renouveau catholique in Frankreich (Hamburg 1934, 2. überarbeitete Auflage 1948). Von 1946 bis 1953 war er wissenschaftlicher Assistent am Romanischen Seminar Tübingen (bei Julius Wilhelm), ab 1949 Dozent, ab 1954 Diätendozent, ab 1956 außerplanmäßiger Professor, von 1963 bis 1974 Wissenschaftlicher Rat und Professor für Frankreichkunde. Weinert war seit 1956 Mitglied der Accademia lucchese di scienze, lettere ed arti.

## Weitere Werke
- Weinert, Hermann-Karl: Das Bild des Deutschen in der französischen Nachkriegsliteratur. In: Deutschland – Frankreich. Ludwigsburger Beiträge zum Problem der deutsch-französischen Beziehungen, Bd. 1. Stuttgart 1954, S. 255–269
- Filippo de' Venuti, in: Archivio Storico Italiano  112, 1954, S. 348–376
- Konkordanz der Kommentare und Additionen zur „Encyclopédie“ von Diderot in den italienischen Ausgaben Lucques 1758–1771, Livourne 1770–1779, Livourne 1778, Ms. Tübingen 1955
- L'opera degli enciclopedisti di Lucca, in: Secondo centenario della edizione lucchese dell'Enciclopedia, a cura dell'Accademia lucchese di scienze lettere ed arti, Florenz 1959
- Epochen französischer Literatur, Frankfurt 1962
- Die Kultur Frankreichs. Teil 1., Von den Anfängen bis zum Ende des 19. Jahrhunderts, Wiesbaden 1976 (Handbuch der Kulturgeschichte, hrsg. von Eugen Thurnher, Abt. 2. Kulturen der Völker)